# Matt Walter
Matthew John Walter (Calgary, 20 luglio 1989) è un ex giocatore di football americano canadese, che ha giocato come runningback.
Dopo aver giocato per la squadra universitaria dei Calgary Dinos, è stato selezionato al Draft CFL 2011 dai Calgary Stampeders al quinto giro con la scelta numero 34; nel 2016 passa ai Saskatchewan Roughriders.

## Palmarès
- 1 Grey Cup (Calgary Stampeders: 2014)